# Kristen Gundelach
Kristen Gundelach, född 20 september 1891, död 9 april 1971, var en norsk författare.
Kristen Gundelach utgav en rad diktsamlingar, bland annat Liv og lek (1916), De lette fjed forbi min bolig (1922), Den skjønne jord (1932), Ny vår (1935) och Strålen gjennem støvet (1940). Han gjorde sin främsta insats som översättare av utländsk lyrik, äldre och nyare, bland dessa märks Luth og skalmeie (1920), Sonetter til Laura (1922), Kjærlighetens lyre (1928) och Fra Dante til d’Annunzio (1943). Han tolkade även Goethes Faust 1943. Gundelach, som gjorde sig känd som ivrig motståndare mot nynorskans inflytande på bokmålet, framträdde tidigt som nazistsympatisör, bland annat i I mellemtiden (1941), vers och prosa, och dömdes 1945 till 8 års straffarbete för samarbete med tyska ockupationsmakten.